# Rioxa megispilota
Rioxa megispilota är en tvåvingeart som beskrevs av Hardy 1970. Rioxa megispilota ingår i släktet Rioxa och familjen borrflugor. Inga underarter finns listade i Catalogue of Life.